# Discarica dell'Inviolata

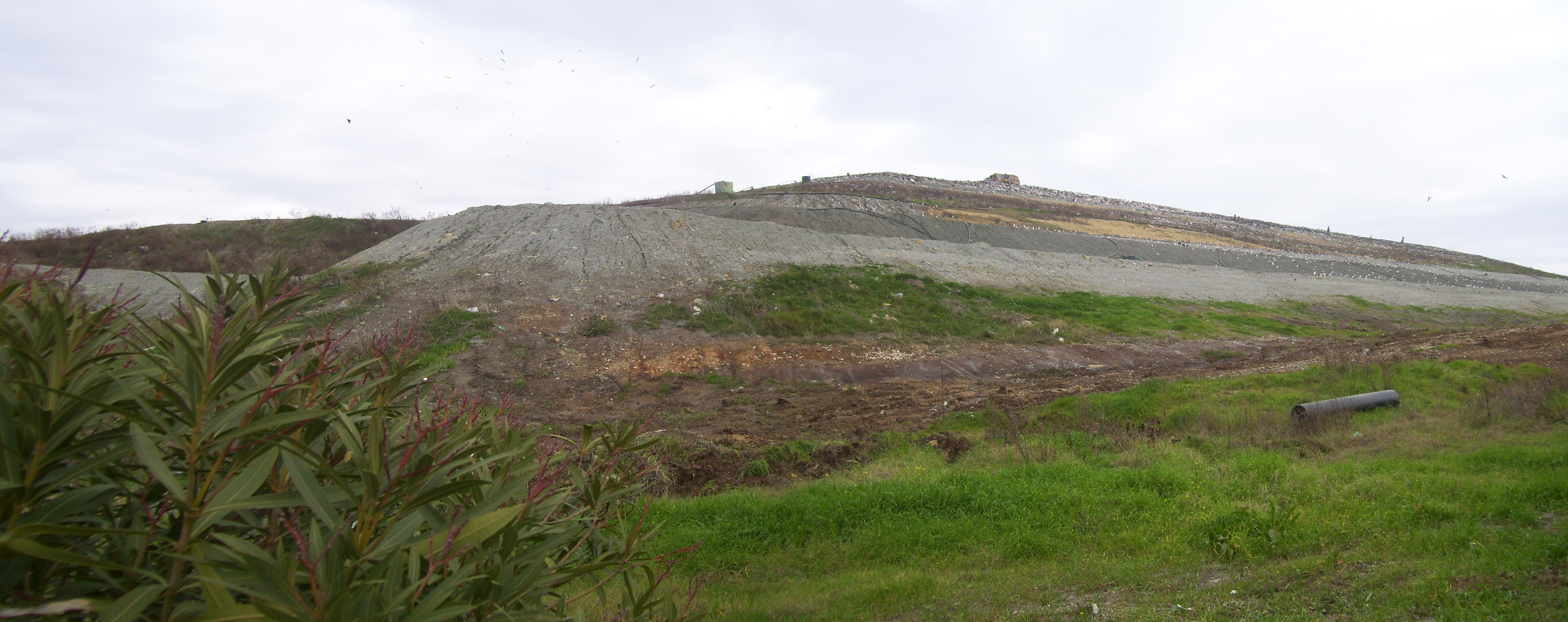
Panoramica della Discarica

La Discarica dell'Inviolata, collocata nel comune di Guidonia Montecelio, è una delle quattro discariche della Provincia di Roma e seconda discarica più grande del Lazio dopo Malagrotta. Il 12 febbraio 2014 il Sindaco di Guidonia Montecelio (arch. Eligio Rubeis) chiude con un Ordinanza d'urgenza la discarica, successivamente a Marzo 2014  la Magistratura ordinó il sequestro del sito per mezzo del Corpo Forestale.

## Storia

Protesta all'apertura della discarica (1986).

La discarica nasce nel 1986 in località dell'Inviolata di Guidonia, priva di autorizzazioni da parte un privato cittadino che per tali fatti venne condannato ad una sanzione amministrativa.
Nello stesso anno la Ecologica Srl venne incaricata da parte dell'amministrazione comunale di Guidonia Montecelio a disinquinare e bonificare il sito ubicato in via Casal Bianco, oltre a ricevere l'autorizzazione temporanea a gestire l'invaso per i rifiuti solidi urbani del Comune.
Dette autorizzazioni mediante ordinanze temporanee, dettate da ragioni di necessità e urgenza, vennero quindi prorogate per un decennio dalla Regione Lazio e, nel 1991, la gestione del sito passò alla EcoItalia 87 Srl, società che ancora oggi gestisce l'impianto. Tale ditta è riconducibile, con un sottile gioco di scatole cinesi, alla stessa proprietà dell'impianto romano di Malagrotta ed a Manlio Cerroni.
A metà degli anni novanta, i Comuni del Lazio che smaltivano rifiuti urbani all'Inviolata erano 150, con grande traffico di mezzi pesanti, odori nauseanti e senza recupero di biogas. Nell'ultimo decennio, la situazione si è andata modificando, con la riduzione a 49 del numero dei Comuni e a 16 quello dei soggetti privati che conferiscono rifiuti, per un totale di 178.600 tonnellate annue e con un impianto funzionante di recupero del biogas prodotto dagli accumuli.
La discarica ha capacità residue, al 1º gennaio 2006, di circa 300.000 metri cubi di rifiuti, oltre a contenerne già 5 milioni di m³ . Ciò significa che, dalla fine 2007, l'impianto è ufficialmente inutilizzabile perché colmo. Ad oggi, gli invasi hanno modificato il paesaggio circostante, andando a costituire una nuova collina artificiale, con un concreto pericolo per la salute dell'ambiente e degli abitanti dei luoghi circostanti.
Più volte denunciata e sanzionata, la Srl che gestisce l'Inviolata ha chiesto un ampliamento dell'area e la costruzione di un impianto di trasformazione dei rifiuti in CDR utilizzabile negli inceneritori e nei forni dei vicini cementifici. A quest'ipotesi di impianto ha opposto circostanziate osservazioni lo stesso Comitato di Risanamento Ambientale di Guidonia.
I cittadini dell'area hanno protestato contro la discarica che si ampliava sotto i loro occhi, non riuscendo però ad impedire che venissero realizzati negli anni quattro invasi e un quinto a colmatura dei precedenti con il Parco archeologico regionale già istituito al suo interno.
Le proteste dei cittadini e delle associazioni locali contro la discarica nell'ultimo ventennio (segnalazioni alle autorità, denunce, ricorsi al TAR, manifestazioni, occupazioni ecc.), hanno contribuito a porre all'ordine del giorno del ceto politico guidoniano il problema della tutela dell'ambiente e della salute, tanto che più volte i Consigli comunali hanno deliberato e promesso interventi a favore della chiusura della discarica e del risanamento ambientale. Alle promesse non è seguito alcun fatto concreto fino al sequestro da parte della magistratura attuata dal Corpo Forestale per cui il 12 febbraio 2014 il Sindaco di Guidonia Montecelio, è stato costretto a chiudere la discarica".

## Galleria d'immagini

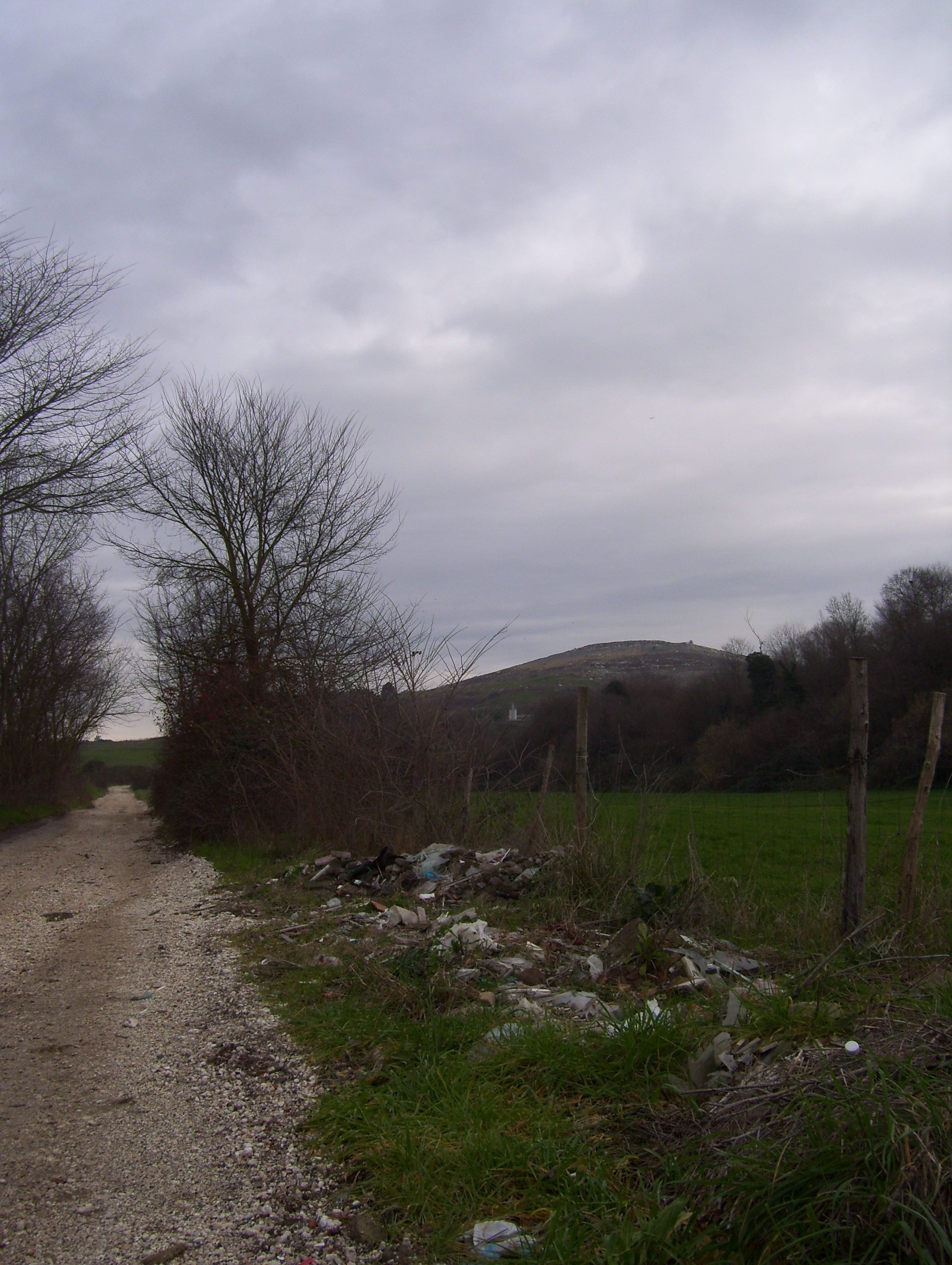
Sull'orizzonte la collina artificiale formata dai rifiuti della discarica dell'Inviolata
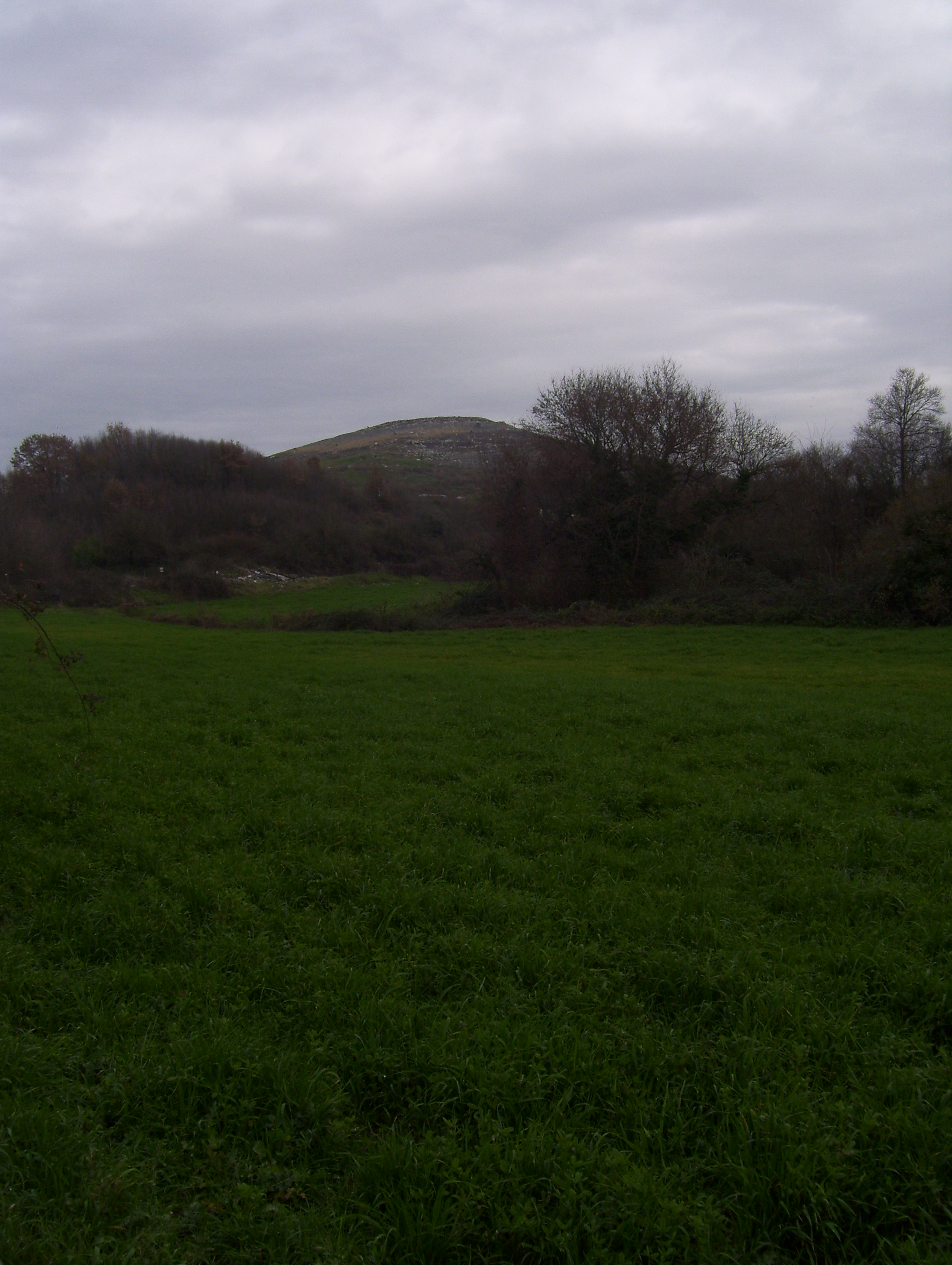
Vista dall'interno dell'omonimo Parco
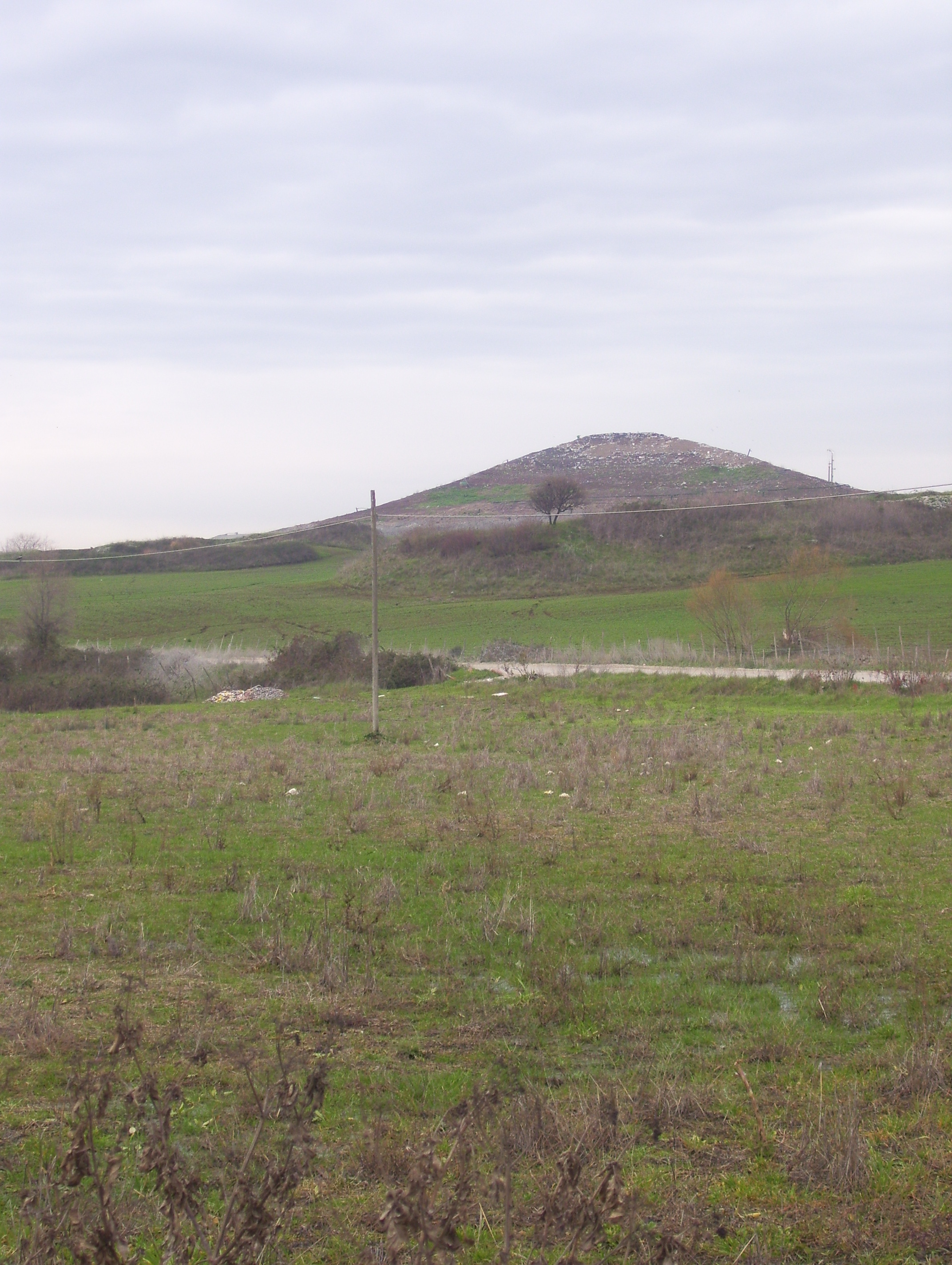
Vista da via di Casal Bianco
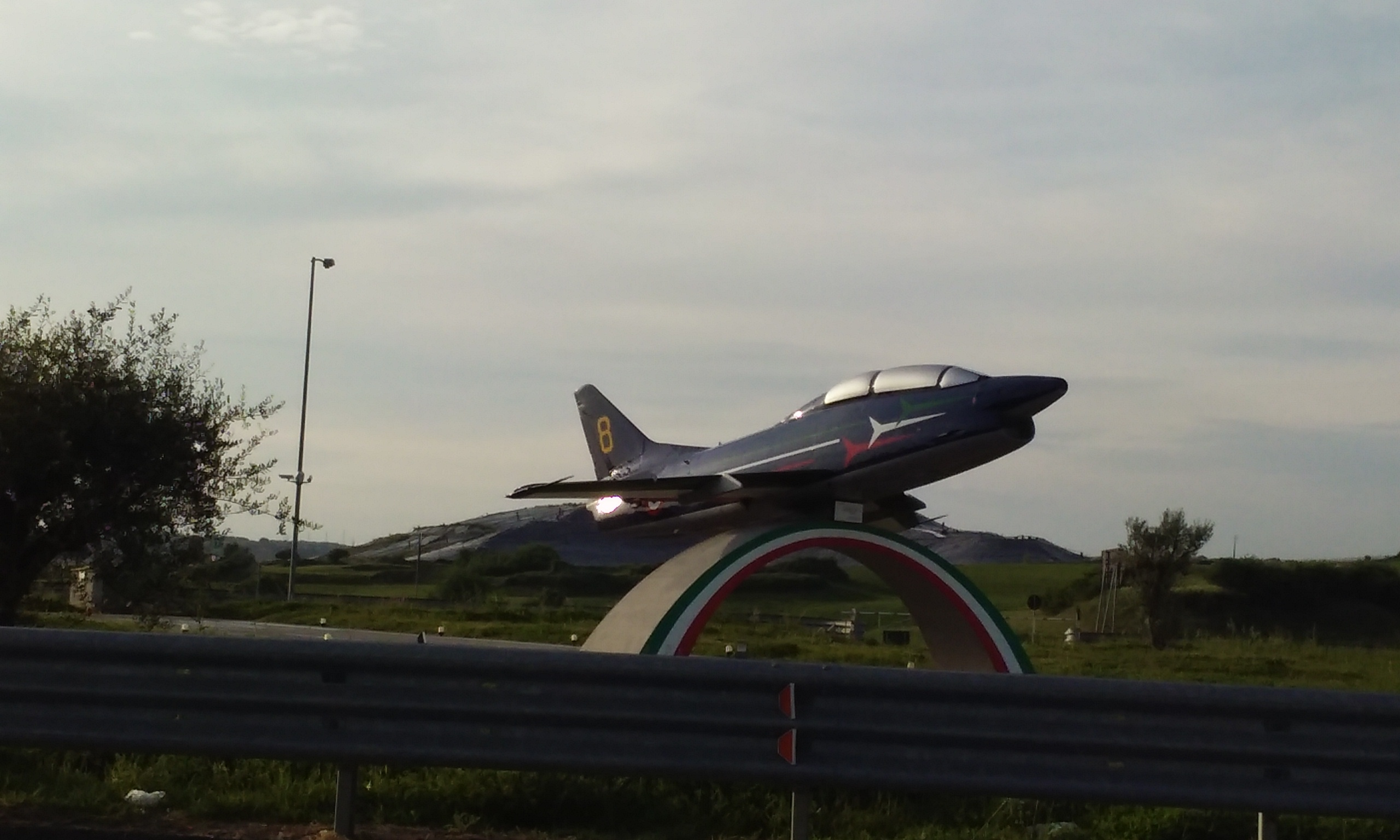
Visuale della discarica all'uscita dell'autostrada A1, davanti alla rotatoria con l'aereo